# Creu de terme (Argençola)
La Creu de Terme d'Argençola és una creu de terme situada a la cruïlla entre la carretera BV-2231 i l'entrada al nucli d'Argençola, a la comarca de l'Anoia, a Catalunya. La creu va ser construïda el 1923, i al peu hi figura l'escut del municipi.
És una creu molt senzilla. Els acabats de les tres puntes porten decorats curvilinis que destaquen de la resta del conjunt. És una mica baixa i rabassuda, bastant simple, sense cap representació, i es conserva en molt bon estat. Sembla bastant tardana, potser és del segle xviii. Destaca una decoració de fletxes a cada braç de la creu i una flor al mig. La columna està picada en un sector.